# Owsiannikowo (rejon orłowski)
Owsiannikowo (ros. Овсянниково) – wieś (dieriewnia) w Rosji, w obwodzie orłowskim, w rejonie orłowskim. W 2010 liczyła 1345 mieszkańców.